# 1962年の阪急ブレーブス
1962年の阪急ブレーブスでは、1962年の阪急ブレーブスの動向をまとめる。
この年の阪急ブレーブスは、戸倉勝城監督の4年目（途中就任の1959年含む）のシーズンである。

## 概要
戸倉監督が就任して4年、そろそろAクラス入りを狙うチームは1960年の1年間、大毎の監督を務めた西本幸雄を打撃コーチとして招聘し、立て直しを図った。
投手陣は梶本隆夫・米田哲也の「ヨネカジコンビ」がこの年もローテを守り、6月からはそれまで救援投手だった足立光宏と石井茂雄もローテに入るなど、層が厚くなった。打撃陣では移籍二年目の岡嶋博治が最多二塁打を記録したが、前年本塁打王の中田昌宏や、南海から獲得した杉山光平など、主力打者の大半は不調に終わった。
チームは前年優勝の南海が開幕から最下位を独走したこともあり、常にAクラスにつけ、前半戦終了前には首位の東映に大差をつけられながらも2位で終了。しかし投手陣の好投を打線が見殺しにする試合も夏場以降多くなり、8月以降は南海や西鉄に抜かれ、大毎と同率の4位でシーズンを終えた。
この年からホーム用のユニフォームを縦縞に変更し、帽子マークも1983年まで使用の「H」に変更するなど、成績浮上を狙ったもののカンフル剤にはならず、戸倉監督はシーズン終了後辞任して西本打撃コーチが監督に昇格。チームは西本新監督のもと、紆余曲折しつつも黄金時代を迎えることになる。

## チーム成績

### レギュラーシーズン
| 1 | 中 | 衆樹資宏 |
| 2 | 遊 | 岡嶋博治 |
| 3 | 三 | 人見武雄 |
| 4 | 右 | 杉山光平 |
| 5 | 一 | 戸口天従 |
| 6 | 左 | 中田昌宏 |
| 7 | 二 | バルボン |
| 8 | 捕 | 岡村浩二 |
| 9 | 投 | 石井茂雄 |

| 順位 | 4月終了時 | 4月終了時 | 5月終了時 | 5月終了時 | 6月終了時 | 6月終了時 | 7月終了時 | 7月終了時 | 8月終了時 | 8月終了時 | 最終成績 | 最終成績 |
| ---- | --------- | --------- | --------- | --------- | --------- | --------- | --------- | --------- | --------- | --------- | -------- | -------- |
| 1位  | 東映      | --        | 東映      | --        | 東映      | --        | 東映      | --        | 東映      | --        | 東映     | --       |
| 2位  | 西鉄      | 4.5       | 大毎      | 6.0       | 大毎      | 9.5       | 阪急      | 15.0      | 南海      | 10.5      | 南海     | 5.0      |
| 3位  | 阪急      | 6.5       | 阪急      | 6.0       | 阪急      | 12.5      | 大毎      | 16.0      | 阪急      | 13.0      | 西鉄     | 16.0     |
| 4位  | 大毎      | 6.5       | 西鉄      | 9.0       | 近鉄      | 14.0      | 南海      | 17.0      | 西鉄      | 14.0      | 阪急     | 18.0     |
| 5位  | 近鉄      | 8.5       | 近鉄      | 11.5      | 西鉄      | 14.5      | 近鉄      | 19.5      | 大毎      | 17.5      | 大毎     | 18.0     |
| 6位  | 南海      | 10.0      | 南海      | 15.5      | 南海      | 18.5      | 西鉄      | 19.5      | 近鉄      | 20.0      | 近鉄     | 21.0     |

| 順位 | 球団               | 勝 | 敗 | 分 | 勝率 | 差   |
| 1位  | 東映フライヤーズ   | 78 | 52 | 3  | .600 | 優勝 |
| 2位  | 南海ホークス       | 73 | 57 | 3  | .562 | 5.0  |
| 3位  | 西鉄ライオンズ     | 62 | 68 | 6  | .477 | 16.0 |
| 4位  | 毎日大映オリオンズ | 60 | 70 | 2  | .462 | 18.0 |
| 4位  | 阪急ブレーブス     | 60 | 70 | 1  | .462 | 18.0 |
| 6位  | 近鉄バファローズ   | 57 | 73 | 1  | .438 | 21.0 |

## オールスターゲーム
| ファン投票 | 選出なし |          |
| 監督推薦   | 梶本隆夫 | 米田哲也 |

## できごと
- 4月7日 - 南海との開幕戦（大阪球場）、トップバッターの衆樹資宏はジョー・スタンカ投手の初球をホームラン、史上初の「開幕戦先頭打者初級本塁打」となる。
- 6月13日・6月14日 - 前年の「西鉄×東映」に続き、本土復帰前の沖縄の奥武山球場で「阪急×大毎」が行われる。この内13日はダブルヘッダーで、第1試合は打撃戦の末12 - 4で阪急勝利、だがその影響で第2試合がずれ、8回裏の攻撃中、1死一塁・打者がロベルト・バルボンの場面で、日没によりサスペンデッドゲーム。続行試合は7月7日となったが、球場は奥武山球場ではなく阪急の本拠地・阪急西宮球場で行った（通常サスペンデッドは同球場で行うため、別球場で行うのは異例）。

## 表彰選手
| リーグ・リーダー | リーグ・リーダー | リーグ・リーダー | リーグ・リーダー |
| 選手名           | タイトル         | 成績             | 回数             |
| ---------------- | ---------------- | ---------------- | ---------------- |
| 米田哲也         | 最多奪三振       | 231個            | 初受賞           |

| ベストナイン |
| ------------ |
| 選出なし     |